# Ritmo, Ritual e Responsa ao Vivo
Ritmo, Ritual e Responsa ao Vivo é o quinto DVD da banda brasileira Charlie Brown Jr., lançado em 2008. O DVD foi gravado no dia 29 de junho de 2007 no Expresso Brasil, em São Paulo e contou com participações especiais de Forfun e MV Bill.

## Faixas
1. Pipeline
2. Ninguém Entende Você
3. Não Viva em Vão
4. Lutar pelo que É Meu
5. Beco sem Saída
6. No Passo a Passo
7. Ela Vai Voltar (Todos os Defeitos de uma Mulher Perfeita)
8. Papo Reto (Prazer É Sexo, o Resto É Negócio)
9. O Mundo Explodiu Lá Fora
10. Confisco
11. Não É Sério
12. Liberdade Acima de Tudo
13. Senhor do Tempo
14. Proibida pra Mim (Grazon)

### Extras
1. Onde Está o Mundo Bom (Living in L.A.)
2. O Universo a Nosso Favor (feat. Forfun)
3. Zoio D Lula
4. Tudo que Ela Gosta de Escutar
5. Sem Medo da Escuridão (feat. MV Bill)
6. Onde Não Existe a Paz, Não Existe o Amor
7. Pontes Indestrutíveis (videoclipe)

## Formação
- Chorão: vocal
- Heitor Gomes: baixo
- Pinguim: bateria
- Thiago Castanho: guitarra